# وصل القطار في موعده
وصل القطار في موعده (بالألمانية: Der Zug war pünktlich) هي أول رواية منشورة للكاتب الألماني هاينريش بول الحاصل على جائزة نوبل سنة 1972، صدرت عام 1949. ترجمها إلى العربية أحمد عمر شاهين وصدرت عن دار الهلال في القاهرة عام 1997.تتحدث الرواية عن الحرب، لكنها تفعل ذلك من منظور إنساني مختلف، بعيدًا عن طلقات الرصاص والمدافع، إذ تركز على ثلاثة جنود في طريقهم إلى الجبهة خلال أربعة أيام داخل قطار. تعكس الرواية بشاعة الحرب وأثرها المدمر على نفسية الإنسان وحياته العادية، مسلطة الضوء على الضياع، القلق، والخوف في أجواء الحرب دون اللجوء إلى مشاهد القتال المباشرة.

## خلفية الكاتب والرواية
كتب هنريش هذه الرواية بعد تجربته الشخصية كجندي في الحرب العالمية الثانية، حيث قضى فترة في الأسر الأمريكي. تستمد الرواية جزءًا من سيرته الذاتية، وتعكس نبرته النقدية الهادئة تجاه العبث الذي أحدثته الحرب على الأفراد والمجتمعات. تعد الرواية بداية لما أصبح يُعرف بأدب ما بعد الحرب في ألمانيا، حيث يسعى الأدب إلى فهم الأثر النفسي والاجتماعي للنكبة.

## ملخص الرواية
تدور القصة حول ثلاثة جنود ألمان، بينهم الجندي أندرياس، وهم في رحلة بالقطار من ألمانيا إلى الجبهة الشرقية. تستمر الرحلة عدة أيام، ويتخللها اللقاءات والحوارات والتأملات حول الحرب والحياة والموت. تعكس الرواية المخاوف والشكوك واللحظات الإنسانية التي يعيشها الجنود بعيدًا عن أجواء المعارك، مركزة على البعد النفسي والوجودي للحرب. في إحدى المحطات يلتقي أندرياس بفتاة تدعى أولينا، التي تمثل بصيص أمل وحب في عالم موحش.

## الشخصيات
- أندرياس: جندي ألماني هادئ وخجول، يتصف بالتفكير العميق، ويعيش صراعًا داخليًا مع فكرة الموت.
- أولينا: امرأة تعمل في بيت دعارة لكنها تحمل أمل المقاومة وتمنح أندرياس لحظات من الحياة وسط اليأس.
- ويلي (غير الحليق): رفيق أندرياس في الرحلة، عريف مدمن على الخمر ومُخيّب أمل من زوجته.
- الأشقر: جندي يعاني من أضرار نفسية وجسدية نتيجة الحرب، يمثل الجانب المظلم والمعذب للحرب.[6]

## التحليل والنقد
تبتعد الرواية عن مشاهد القتال التقليدية، وتُبرز بؤس الحرب وتأثيرها العميق على النفس الإنسانية. تستخدم الرحلة بالقطار كرمز للمصير المحتوم، وتكشف عن الاغتراب النفسي، والعزلة، والقلق الوجودي. الحب الذي ينشأ بين أندرياس وأولينا ليس حبًا رومانسيًا تقليديًا، بل هو تعبير عن البحث عن الحياة وسط الموت. الرواية تحمل نقدًا ضمنيًا للسلطات الحاكمة والقيم التي أدت إلى هذه الحرب المدمرة.تلقت الرواية استحسان النقاد الذين أشادوا بأسلوبها الأدبي البسيط والفعال، وقدرتها على تجسيد التجربة الإنسانية للحرب بعيدًا عن الأوهام البطولية. اعتُبرت عملًا أساسيًا في أدب ما بعد الحرب الألماني، وأحد الأعمال التي ساعدت على فهم الصدمات النفسية والاجتماعية التي تركتها الحرب على الأفراد.